# Quercus lobata
Quercus lobata är en bokväxtart som beskrevs av Luis Née. Quercus lobata ingår i släktet ekar, och familjen bokväxter.  Quercus lobata är endemiskt till delstaten Kalifornien i USA. Inga underarter finns listade.

## Bildgalleri

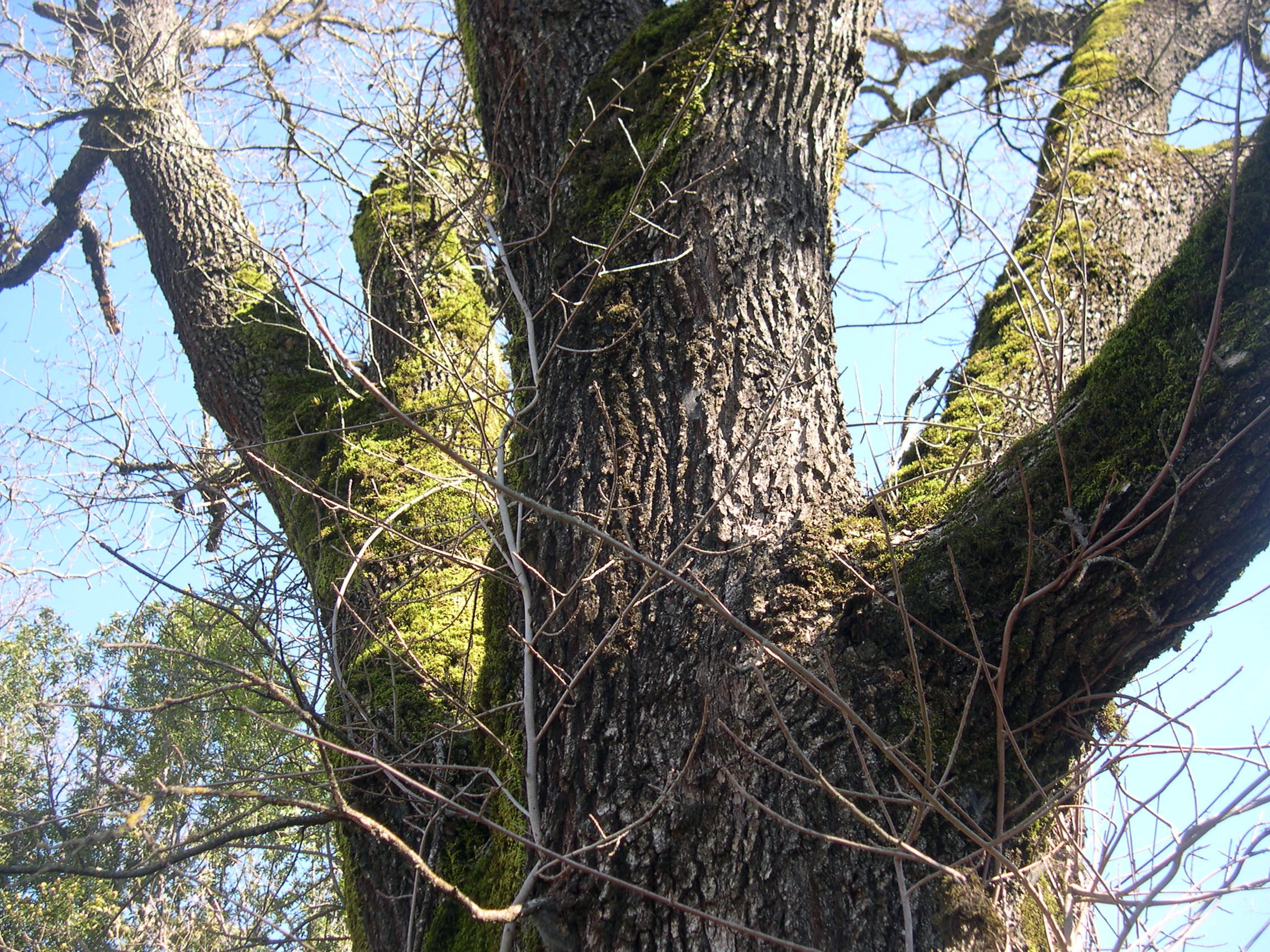
Stam och bark på en quercus lobata
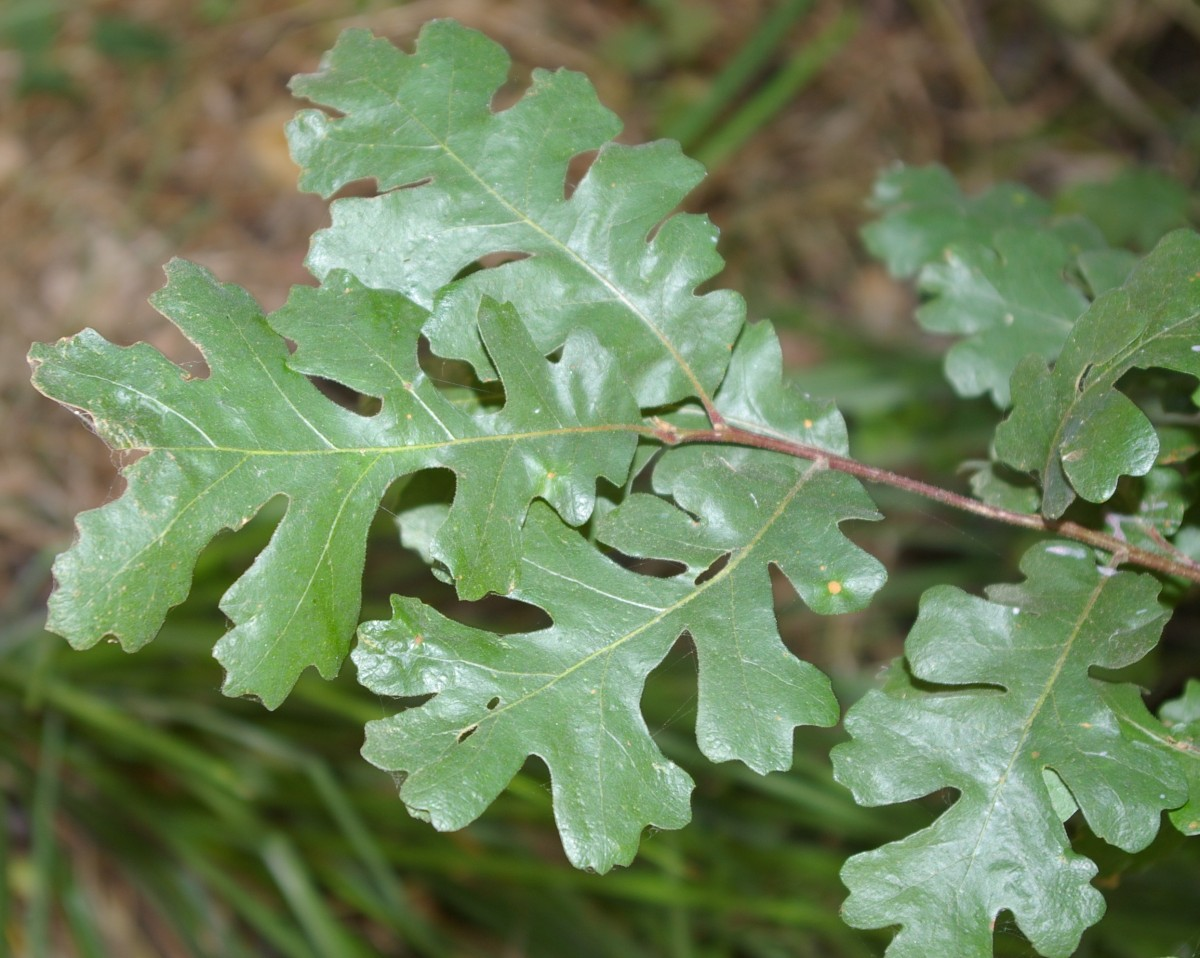
Quercus lobatas löv